# Arby's
Arby's è una catena di ristoranti fast food statunitense, considerata la seconda tra le catene di distribuzione dedicate alla vendita di panini e sandwich, superata solo da Subway.
Acquisita nel 2011 dalla Roark Capital Group, che già deteneva una quota dell'81,5% del suo capitale (mentre il rimanente era della The Wendy's Company), è rientrata nel gruppo Inspire Brands, a sua volta controllato dalla Roark.
Possiede ristoranti in Canada, Qatar, Turchia e Stati Uniti d'America.

## Storia
I suoi fondatori, Forrest e Lorey Raffael, proprietari di un'azienda di attrezzature per la ristorazione, crearono l'azienda con l'idea di dare vita a un franchising di fast food che fosse diverso dai tradizionali modelli diffusi allora negli Stati Uniti, spesso specializzati nella vendita di hamburger. Il nome scelto all'inizio, Big Tex, dovette essere scartato in quanto già adottato da un'azienda di Akron.
Scelsero quindi di denominare il nuovo business "Arby's": le lettere RB sono identificative delle iniziali "Raffael Brothers".
Apritono il primo ristorante a Boardman, nell'Ohio, il 23 luglio 1964. Per attirare una clientela più ricercata rispetto a quella dei tradizionali fast food, gli interni dei locali furono arredati con uno stile più lussuoso, mentre i panini erano farciti con roast beef e serviti con patatine e bibite.
Un anno dopo aprì il primo punto di ristoro in franchising ad Akron, Ohio.
Nel corso degli anni 70, l'espansione proseguì a un ritmo di circa 50 negozi all'anno. Divenne ben presto il ristorante a offrire un menu ad offrire un menu "light" con un apporto di meno di 300 calorie.
Dopo il tentativo fallito di trasformazione in società ad azionariato diffuso attraverso la vendita di azioni, nel 1976 la famiglia decise di cedere il franchising alla Royal Crown Cola Company per 18 milioni di dollari. Leroy Raffael decise di rimanere per alcuni anni come amministratore delegato, fino ad alcuni anni dopo il pensionamento.

## Arby's nel mondo
- Canada
- Egitto
- Corea del Sud
- Messico
- Porto Rico
- Qatar
- Turchia
- Stati Uniti (Tutti gli stati eccetto Rhode Island e Vermont)

## Influenze nella cultura
La catena appare come product placement nella serie televisiva SuperMansion.